# روسل الکترونیکس
روسل الکترونیکس (روسی: Росэлектроника) شرکت الکترونیک روس است، که در سال ۱۹۹۷ تأسیس شد و هم‌اکنون زیرمجموعه‌ای از شرکت روستخ می‌باشد.